# Otto Jindra

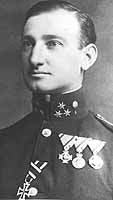
Otto Jindra ca. 1917

Otto Jindra (* 18. März 1886 in Chlum u Třeboně, Königreich Böhmen; † 2. Mai 1932 in Prag, Tschechoslowakei) war ein Offizier und Militärflieger der k.u.k. Luftfahrtruppen Österreich-Ungarns im Ersten Weltkrieg. Er erlangte neun Luftsiege als Beobachter. Jindra galt ferner als exzellenter Kommandeur und Koordinator. Nach dem Weltkrieg und dem Ende der Donaumonarchie wurde Jindra wesentlicher Promotor für die Aufstellung einer tschechoslowakischen Luftwaffe, die später unter seinem Kommando stand.

## Leben
Jindra absolvierte im Jahre 1905 die k.u.k. Artillerie-Schießschule Wien und wurde zunächst dem Gebirgsartillerie-Regiment Nr. 14 zugeteilt. Im Dezember 1912 wurde er zum Oberleutnant befördert. Mit dem Ausbruch des Ersten Weltkriegs diente Jindra als Batteriechef und Regimentsadjutant, wo er in der Schlacht von Lemberg an der Ostfront seine Feuertaufe erlebte. Dafür erhielt er die Militärverdienstmedaille in Bronze.
Jindra stellte kurz darauf den Antrag auf Versetzung in die junge Luftfahrtruppe. Nach Genehmigung dieses Antrags, wurde er bereits am 10. September 1914 zur Fliegerkompanie 1 (Flik 1) als Beobachter versetzt. Jindra qualifizierte sich bald als versierter Beobachtungsoffizier, der mit Hilfe des von Benno Fiala von Fernbrugg entwickelten Funkgerätes die eigene Artillerie lenkte. Am 14. November 1914, wurde das Flugzeug Jindras und dessen Flugzeugführer von russischen Kavalleriesalven durchsiebt und zur Notlandung gebracht. Im Wrack wurden 180 Einschusslöcher gezählt, ehe sie ihre persönliche Habe einsammelten und heimwärts flohen. Ende Januar 1915 geriet der kommandierende Offizier der Flik 1 in Gefangenschaft. Obgleich er kein Pilot war, wurde Jindra an seiner Stelle mit dem Kommando betraut.
Am 13. Juni 1915 wurde das Flugzeug seines Piloten Max Libano, eine Albatros B.I, von zwei russischen Eindeckern vom Typ Morane-Saulnier attackiert. Es gelang ihnen jedoch mit ihren persönlichen Waffen, einer Pistole und einem Karabiner, die Angreifer zu Boden zu bringen. Am 27. August errang Jindra einen erneuten Luftsieg. Am 1. September wurde Jindra zum Hauptmann befördert. Jindra ließ sich wenig später selbst zum Piloten ausbilden, legte am 11. Dezember seine Prüfungen zum Feldpiloten ab und erhielt sein Pilotenabzeichen am 20. Dezember 1915.
Am 5. Jänner 1916 hatte Jindra seinen ersten Luftkampf als Pilot. Leicht verwundet musste er notlanden, da sein Kraftstofftank beschossen worden war. Am 29. März erzielte er seinen ersten Luftsieg als Pilot. Seit dem 9. April 1916 galt er als Fliegerass. Drei Tage später wurde er mit einem spektakulären Einsatz betraut, bei dem er Godwin von Brumowski als Bordschützen hinzuzog. Ihr Auftrag war es, in Chotyn eine Militärparade unter Anwesenheit von Zar Nikolaus II. zu attackieren. Dabei warfen sie sieben kleinere Bomben ab und schossen zwei russische Flugzeuge ab, welche Jindra abfangen sollten.
Jindra konnte im Jahr 1916 zwei weitere Erfolge erzielen, für die er eine Hansa-Brandenburg C.I flog. Am 29. September tötete Jindras Bordschütze einen attackierenden russischen Piloten mittelbar durch Halsschuss, was zum Absturz des Angreifers führte. Am 18. Dezember wagte Jindra einen Sturzangriff auf einen russischen Beobachtungsballon, wobei Jindras Beobachter den feindlichen Beobachter tötete und den Ballon zerstörte. Ab Jänner 1918 wurde Jindra erneut das Kommando über Flik 11 übertragen. Bald darauf erhielt er stattdessen das Kommando der Fliegergruppe G, einem Bomberverband. Wenig später wurde er während eines nächtlichen Flugunfalles schwer verletzt, sodass sein Kriegseinsatz endete.
Nach der Auflösung Österreich-Ungarns wurde Jindra Staatsbürger der neuen Tschechoslowakei. Er hatte eine wesentliche Rolle beim Aufbau der Tschechoslowakischen Luftstreitkräfte. Folgerichtig wurde er dort Oberkommandierender.

## Auszeichnungen
- Orden der Eisernen Krone
- Militär-Verdienstkreuz (zweifach)
- Militär-Verdienstmedaille in Bronze und Silber
- Eisernes Kreuz 2. Klasse